# ヒミルコ
ヒミルコは古代カルタゴの航海者にして探検家。紀元前6世紀後半から5世紀初頭にかけて、カルタゴの影響力が地理的に大きく広がっていた時代の人物である。

## 概略
ヒミルコは、地中海を出てからヨーロッパ北西岸に到達した最初の探検家として知られている。彼自身の探険報告は失われたが、ローマ人による引用が残っている。ヒミルコの航海への最も古い言及は、ローマの学者大プリニウスの博物学（2.169a）での簡単な言及である。ヒミルコはアウィエヌスによって、紀元4世紀の彼の詩的な地誌「Ora Maritima」で三回引用された。
ヒミルコ自身についてはほとんど知られていない。ヒミルコはイベリア半島からイギリス諸島まで大西洋を岸に沿って北に航海した。彼の目的は、おそらくスズ（青銅の製造に使用される）やその他の貴金属を交易するためで、フランス北西部とポルトガルに住むオストリミニ人（Oestriminis）の領土を旅した。ヒミルコの航海の記録には、アルビオン島とイエルネ島も記載されている。アウィエヌスは、オストリミニスへの往路はカルタゴ人には4か月かかったと主張している。ヒミルコは（アウィエヌスによれば）北大西洋を航海した最初の人ではなく、イベリア半島南西部のタルテッソス人が使用した交易路をたどったとのだとされる。
ヒミルコは彼の旅を非常に悲惨なものと述べており、海の怪物と海藻の脅威を繰り返し記述している。おそらく、競争相手であるギリシャ人が新しい交易路に乗り込んでくるのを阻止する思惑だったとみられる。怪物に関するこの記述は、大西洋での航海を思いとどまらせる神話の1つの源になった。